# ذي البليس (السبرة)

تعديل مصدري - تعديل

ذي البليس هي إحدى قرى عزلة الأخلود بمديرية السبرة التابعة لمحافظة إب، بلغ تعداد سكانها 332 نسمة حسب تعداد اليمن لعام 2004.